# Tula, Tamaulipas
Tula är en ort i Mexiko.   Den ligger i kommunen Tula och delstaten Tamaulipas, i den centrala delen av landet, 400 km norr om huvudstaden Mexico City. Tula ligger 1 177 meter över havet och antalet invånare är 9 054.
Terrängen runt Tula är kuperad åt sydost, men åt nordväst är den platt. Terrängen runt Tula sluttar västerut. Runt Tula är det glesbefolkat, med 10 invånare per kvadratkilometer. Tula är det största samhället i trakten. I omgivningarna runt Tula växer huvudsakligen savannskog.